# Академия государственного управления Армении
Академия государственного управления Республики Армения (арм. Հայաստանի Հանրապետության պետական կառավարման ակադեմիա, АГУ РА) — высшее учебное заведение в Ереване, Армения.

## История
Была основана в 1994 году как Школа управления Республики Армения (арм. Հայաստանի Հանրապետության կառավարման դպրոցը). В 2002 году преобразована в академию.
С 2003 года в академии выходит еженедельная газета «Государственная служба» (арм. Քաղաքացիական ծառայություն). С 2009 года также выходит научный журнал «Государственное управление» (Հանրային կառավարում).

## Описание
В академии имеется магистратура с кафедрами государственного управления и государственных финансов, права и законодательного процесса, психологии управления, политического управления и политического анализа, языков и информационных технологий. Также имеются аспирантура и диссертационный совет.

## Ректоры
- 1996—2001: Хачатур Безирджян
- 2001—2006: Армен Арутюнян
- 2006—2011: Оганес Арутюнян
- 2011[1]—2021[2][3]: Арсен Локян
- 2022—н. в.: Хачатур Казеян[4]